# Sanja Starović
Sanja Starović (Trebigne, 25 marzo 1983) è una pallavolista bosniaca naturalizzata serba.
Gioca nel ruolo di schiacciatrice e opposto.

## Carriera
La carriera di Sanja Starović inizia nel 2000, tra le file dell'Odbojkaški klub Jedinstvo Užice. Nella quattro stagioni col club di Užice vince un campionato serbo-montenegrino ed una Coppa di Serbia e Montenegro. Nel 2002 debutta anche nella nazionale serbo-montenegrina, con cui gioca fino al 2005.
Nella stagione 2004-05 fa il suo esordio nel campionato italiano, giocando col Vicenza Volley, dove resta fino a metà della stagione successiva, quando va a giocare nella New Team Volley Castelfidardo in Serie A2. Dopo due stagioni nel campionato turco col Şahinbey Belediyespor Bayan Voleybol Takımı, viene ingaggiata dal Rabitə Bakı Voleybol Klubu, con cui si aggiudica sei volte la Superliqa azera e la Coppa del Mondo per club 2011. Nel 2012, dopo una assenza di diversi anni, torna a giocare in nazionale, con la quale si aggiudica la medaglia di bronzo all'European League.
Nella stagione 2014-15 torna a giocare in Turchia, vestendo questa volta la maglia del Beşiktaş Jimnastik Kulübü, dove resta solo per pochi mesi; nella stagione seguente è nel campionato cadetto turco col Balıkesir BB, ma già ad ottobre lascia la squadra per rientrare in Serbia e giocare con la Ženski odbojkaški klub Dinamo Pančevo 1973, impegnata in Superliga. Nel gennaio 2016 cambia ancora una volta club, tornando nella Serie A1 italiana, ingaggiata dalla LJ Volley di Modena per il finale di stagione: tuttavia poco prima della fine della regular season il contratto viene rescisso consensualmente.

## Vita privata
È la sorella maggiore del pallavolista Saša Starović.

## Palmarès

### Club
- Campionato serbo-montenegrino: 1

2000-01
- Campionato azero: 6

2008-09, 2009-10, 2010-11, 2011-12, 2012-13, 2013-14
- Coppa di Serbia e Montenegro: 1

2002-03
- Campionato mondiale per club: 1

2011

### Nazionale (competizioni minori)
- Trofeo Valle d'Aosta 2005
- European League 2012

### Premi individuali
- 2010 - Coppa CEV: Miglior attaccante
- 2011 - Superliqa azera: MVP